# Кызыл тан
Кызыл таң («Красная заря») — общественно-политическая ежедневная газета Республики Башкортостан на татарском языке. Издаётся в Уфе. Газета освещает общественно-политические, экономические, культурные, научные события в жизни республики.
Учредители: Государственное Собрание — Курултай Республики Башкортостан и Правительство Республики Башкортостан.

## История
В качестве печатного органа Временного Революционного Совета Башкортостана издается с 1 марта 1918 года под названием «Башкортостан».. До взятия Оренбурга отрядами Дутова этим названием вышло пять номеров. Газета возобновила выпуск 14 сентября 1919 года, в столице Малой Башкирии г. Стерлитамаке под названием «Башкортостан хэбэрлэре» («Известия Башкортостана»). 14 июня 1922 года редакция переведена из Стерлитамака в Уфу. Здесь газета выходит под первоначальным названием — «Башкортостан». В 1924 году Башкирский Обком ВКП(б) принял решение о реорганизации еженедельника «Башкортостан» и издании двух отдельных газет на башкирском и татарском языках — «Башкортостан» и «Яна авыл» («Новая деревня»).
По данным ЦГАОО РБ и БКЭ, «Кызыл таң» издаётся с апреля 1924 года на татарском языке, как приложение к газете «Башкортостан» под названием «Яна авыл» («Новая деревня»). А решением Башкирского обкома ВКП(б) со 2 августа 1924 года «Яңа авыл» становится самостоятельным изданием.
С 1930 год по 1941 год носила название «Коммуна». С 8 июля 1941 года по 12 марта 1944 года издание газеты было временно приостановлено, мужчины-сотрудники редакции призваны в Красную Армию. С 12 марта 1944 года возобновляется издание под названием «Кызыл таң».

## Главные редакторы
- 1924—1937 Муса Юсупов, Гайса Габбасов и Имай Насыри;
- 1937—1941 Мухаммет Бикбулатов, Шарафи Шаймарданов;
- 1944 Гали Ризванов;
- 1944—1948 Гата Нуруллович Алмаев;
- 1948—1950 Гарифулла Валиевич Гузаиров;
- 1950—1951 Файзи Гильмутдинович Шаяпов;
- 1951—1964 Гата Нуруллович Алмаев;
- 1964—1967 Тагир Исмагилович Ахунзянов;
- 1967—1986 Ремель Миргазиянович Дашкин;
- 1986—1991 Муса Гайсович Мулюков;
- 1991—1994 Ханнанов, Расих Нургалиевич;
- 1994 года — 1 февраля 2001 года Марат Нуриахметович Муллакаев;
- c 1 февраля 2001 года Фатхтдинов, Фаил Камилович.

## Известные сотрудники
Три народных поэта Башкортостана — Мажит Гафури, Ангам Атнабаев, Сайфи Кудаш; народные писатели Башкортостана — Нажиб Асанбаев, Суфиян Поварисов, писатели Гариф Гумер, Имай Насыри, Фаниль Асянов, Анвер Бикчентаев, Динис Исламов, Асгат Мирзагитов, Хамит Самихов; доктора наук Узбек Гимадиев, Ильдар Низамов, Марсель Бакиров и многие другие.

## Награды
- 1968 год Орден Трудового Красного Знамени.